# Жареное молоко
Жареное молоко (исп. leche frita, лече фрита) — испанский десерт из молока, загущённого мукой, а затем жареного. При подаче покрывается глазурью и посыпается корицей.

## История
Место происхождения блюда точно не известно. На изобретение блюда претендуют несколько регионов Испании, но общепринято считается, что оно возникло в Толедо, откуда распространилось по всей стране.

## Приготовление
Поскольку десерт готовился в домашних условиях, существует множество вариаций его рецепта. Общее в них то, что молоко томится с сахаром и специями — палочкой корицы и иногда цедрой лимона. Далее это молоко смешивается в миске с мукой, сахаром и яичными желтками. Смесь варится на среднем огне до загустения. Получившееся тесто разделяется на кусочки круглой, прямоугольной или ромбической формы. Кусочки обмакиваются в яйцо, покрываются мукой и жарятся. Перед подачей их покрывают глазурью и посыпают корицей.